# سابو (کشتی‌گیر)
سابو (انگلیسی: Sabu؛ زادهٔ ۱۲ دسامبر ۱۹۶۴) کشتی‌گیر کشتی حرفه‌ای اهل ایالات متحده آمریکا است.